# Marie Vrinat-Nikolov
Marie Vrinat-Nikolov, née Marie-Dominique Vrinat, née le 29 juillet 1960 , est une traductrice littéraire et universitaire française

## Biographie
Ancienne élève de l'École normale supérieure de jeunes filles et agrégée de lettres classiques, elle est professeur de langue et littérature bulgares et de théorie de la traduction littéraire à l'Institut national des langues et civilisations orientales (INALCO). Elle a traduit de nombreuses œuvres de la littérature bulgare vers le français et participé à l'élaboration de plusieurs dictionnaires et manuels d'apprentissage de la langue bulgare. Son travail lui a valu plusieurs distinctions, comme le prix de Académie bulgare des sciences pour sa contribution aux études bulgares, le prix de l'Union des traducteurs de Bulgarie pour la traduction de Nous, les moineaux de Yordan Raditchkov et sa contribution au rayonnement de la littérature bulgare, la distinction "Siècle d'or" (2015) pour sa contribution au rayonnement de la littérature bulgare .
Le prix Jan-Michalski de littérature a été décerné en 2016 à Guéorgui Gospodínov pour son roman Physique de la mélancolie  traduit en français par Marie Vrinat-Nikolov
Site personnel : https://www.marievrinat-nikolov.com/